# Rémy Labeau
Rémy Labeau Lascary (* 3. März 2003 in Les Abymes) ist ein guadeloupisch-französischer Fußballspieler, der beim RC Lens in der Ligue 1 unter Vertrag steht.

## Karriere
Labeau begann seine fußballerische Ausbildung bei Stade Lamentinois, wo er bis 2018 spielte, ehe er zum RC Lens wechselte. In der Saison 2021/22 spielte er bereits 25 Mal in der National 2 für die zweite Mannschaft, wobei er viermal traf. Am 29. Dezember 2022 (16. Spieltag) debütierte er nach Einwechslung gegen den OGC Nizza bei einem 0:0-Unentschieden. Im Januar 2023 unterschrieb er seinen ersten Profivertrag beim RC Lens.
Im Sommer 2023 wurde der Spieler für eine Saison an Stade Laval ausgeliehen.